# 克里韋 (斯特雷區)
48°57′47″N 23°12′21″E / 48.96306°N 23.20583°E
克里韋（烏克蘭語：Криве），是烏克蘭的村庄，位於該國西部利沃夫州，由斯特雷區科焦瓦市鎮負責管轄，始建於1500年，面積0.97平方公里，海拔高度766米，2001年該城鎮人口287。